# Wang Xiang Zhai
Wang Xiang Zhai (王薌齋) (pinyin: Wang Xiangzhai) (China, Hebei, Weijialin, 1885 - China, Tianjin, 12 de Julho de 1963), também conhecido como Nibao, Zhenghe e Yuseng (que significa Monge do Universo), foi um famosos mestre de artes marciais chinesas responsável pela criação da arte marcial conhecida como Yiquan (ou Dachengquan).

## Biografia
Wang Xiangzhai nasceu em 1885 na vila de Weijialin, no condado Shen, na província de Hebei.

### Formação
Aos oito anos de idade, seus pais o levaram  para estudar Hsing-I Chuan com o renomado Mestre Guo Yun Shen, com a finalidade de fortalecer sua saúde debilitada.
A família Wang mantinha há tempos relações de amizade com a família Guo, dedicados à criação de cavalos.
O Mestre Guo Yunshen lhe ensinou zhanzhuang gong, prática de Chi Kung baseada em posturas fixas de treinamento que o jovem Xiangzhai exercitava por diversas horas.
Ele foi o último discípulo deste famoso mestre, que satisfeito com sua atitude disciplinada transmitiu a ele sem reservas a essência de sua arte.
Ao tornar-se adulto trabalhou em Beijing de 1913 a 1918 como instrutor chefe de combate do exército.
Afastando-se desta função aos 33 anos, viajou pela China, estudando artes marciais com diversos mestres famosos, entre eles: o monge Heng Lin; Xie Tiefu, mestre de xinyiquan; e os mestres dos "Estilo da Garça Branca do Sul", Fang Yizhuang e Jin Shaofeng.
Após sete anos de estudo e pesquisas, Wang se estabeleceu em Beijing e adentrou o círculo interno dos mestres mais famosos desta cidade, expandindo sua influência para as cidades Tianjin e Shanghai.
Neste período de sua vida conheceu Wu Yi Hui, respeitado mestre de Liuhebafa Chuan, e tornou-se amigo de Zhang Zhaodong, famoso mestre de Baguazhang.
Dominava o Tai Chi Chuan, Hsing-I Chuan e Pakua Chang.
Era um lutador nato e um grande sábio, procurado por muitos que buscavam respostas às mais diversas questões.

### Experiência em lutas
Jamais foi vencido após desenvolver completamente sua arte, o Boxe da Mente ou I-Chuan.
Lutou e venceu os maiores mestres e lutadores de seu tempo inclusive ocidentais e japoneses.
Em 1939, anunciou nos jornais chineses "Truth Daily" e "New Citizen Daily" que aceitava desafios de lutadores interessados em conhecer o real significado das artes marciais chinesas, tendo como objetivo "fazer amigos através das artes marciais".
Um exemplo do resultado de um destes desafios está documentado em um jornal inglês da década de 1950: o artigo intitulado "Eu conheci a Arte Marcial Chinesa" foi escrito por um boxeador húngaro, campeão mundial dos pesos médios, após ter sido derrotado pelo Mestre Wang Xiang Zhai.

### Ensino de artes marciais
Ensinou sua arte a diversos artistas marciais influentes, incluindo Hong Lianshun, Zhao Daoxin, os Irmãos Han (Xingqiao e Xingyuan), Yao Zongxun, e Wang Shujin (que estudou zhanzhuang com ele por um ano).
Inicialmente denominou seus ensinamentos como Yiquan. Na década de 1940, um de seus discípulos, que também era jornalista, passou a utilizar para esta arte o nome Dachengquan, que pode ser traduzido como "boxe da grande conquista".
Durante o período de ocupação japonesa, ao longo da Segunda Guerra Sino-Japonesa recebeu a visita de diversos especialistas em artes marciais do Japão.
Um deles, Kenichi Sawai tornou-se seu aluno e retornando ao Japão criou a partir deste aprendizado o seu próprio estilo marcial, nomeado Taikiken.

### "Abraçar a Árvore" como prática para a saúde
Wang Xiangzhai foi um dos primeiros instrutores de artes marciais chinesas a ensinar publicamente a prática de zhan zhuang ("Abraçar a Árvore").
Dedicou-se nos últimos anos de vida a pesquisas sobre os aspectos terapêuticos da prática de zhanzhuang, trabalhando em associação com diversos hospitais chineses.
O convite inicial para empregar zhanzhuang para amenizar a dor de pacientes com doenças crônicas foi feito em 1958 pelo "Beijing Chinese Medicine Research Institute".
O diretor do Departamento de Saúde de Hebei, Duan Huixuan, o empregou em 1961 no "Hospital de Medicina Chinesa de Baoding" como professor de Yangshengzhuang ("Postura da árvore para a saúde") a diversos pacientes com problemas de saúde crônicos.
Faleceu em 1963, na cidade de Tianjin.
Foi enterrado em Beijing, em um local dedicado a celebridades.